# Juro
Juro je moško osebno ime.

## Izvor imena
Ime Juro  je različica moškega osebnega imena Jurij.

## Pogostost imena
Po podatkih Statističnega urada Republike Slovenije je bilo na dan 31. decembra 2007 v Sloveniji število moških oseb z imenom Juro: 82.